# آیین نگارش تاریخ
آیین نگارش تاریخ کتابی از غلامرضا رشیدیاسمی دربارهٔ قواعد تاریخ‌نگاری است که با مقدمه‌ای از بدیع‌الزمان فروزانفر در مهرماه سال ۱۳۱۶ منتشر شد. این اثر که به‌عنوان رسالهٔ دکتری به دانشگاه تهران ارائه شده، «نخستین رسالهٔ روش تحقیق تاریخی در ایران» است.

## محتوا
کتاب شامل پنج فصل کلیات، انتقاد تاریخی، تدوین تاریخی، ساختمان تاریخ و مؤثرات تاریخی است. فصل اول به شرح الفاظ و اصطلاحات و مبانی و اصولی می‌پردازد که به اسلوب تحقیق تاریخی مربوط می‌شود. فصل دوم شامل مطالب مربوط به کاربرد قواعد سنجش صحت و سقم و قوت و ضعف اخبار و اسناد و تعدیل و ترجیح آنهاست. فصل سوم، مشتمل بر جهات افتراق مواد تاریخی و مواد علوم تجربی است. در فصل چهارم، مؤلف به چیدمان وقایع تاریخی در زمان و مکان خود می‌پردازد و مورخ را به ایجاز و دقت در نگارش تاریخ دعوت می‌کند. در فصل پنجم ابتدا به مسئله بینش الهی اشاره می‌شود و نویسنده در ادامه اسباب حوادث تاریخی را به امور مادی و معنوی و پاره‌ای قوانین تقسیم می‌کند.